# 20461 Dioretsa
A 20461 Dioretsa (ideiglenes jelöléssel 1999 LD31) egy kentaur. A LINEAR projekt keretében fedezték fel 1999. június 8-án.